# Internet Sacred Text Archive
Das Internet Sacred Text Archive (Sakrales Internet Text Archiv) ist eine US-amerikanische Digitale Bibliothek.

## Überblick
Die Texte beinhalten Themen zur Religion, Mythologie, Legende, Folklore, zum Okkultismus und zur Esoterik. Ein Text heißt im Sprachgebrauch des Archivs Buch. Etliche Bücher sind illustriert. Zu manchem Buchautor liegt eine Kurzbiographie vor.
John Bruno Hare (1955–2010) begründete die Bibliothek und stellte diese am 9. März 1999 ins Internet. Heute wird das Internet Sacred Text Archive noch am Gründungsort Santa Cruz (Kalifornien) von einem nichtkommerziellen Dotcom-Unternehmen betrieben.

## Abfragen
Die Startseite bietet dem online-Nutzer der Bibliothek zwei Möglichkeiten zur ersten Ausschau über die vorhandenen reichlich 1200 Texte. Gemeint sind die Suchfunktion im Seitenkopf und das Stichwort Katalog in der linken Spalte der Seite. Beide zeigen zu den abrufbaren Texten alphabetische Listen mit den Titeln, Autoren und Themen (Titles by Keyword, Authors by Keyword und Subjects by Keyword). Generell liegt der präsentierte Text in englischer Sprache vor. Dazu ein Beispiel aus dem Thema Legende: Wird nach den Autoren Grimm gesucht, können 42 von Grimms Märchen in der Übersetzung ins Englische, besorgt von Margaret Hunt (1831–1912), gelesen werden. Es gibt aber auch sehr wenige Ausnahmen: Zum Beispiel nach der Titelsuche Bible kann German Bible gewählt werden und die Lutherbibel aus dem Jahr 1545 kann auf Deutsch gelesen werden.